# Automeris conjuncta
Automeris conjuncta är en fjärilsart som beskrevs av Köhler 1935. Automeris conjuncta ingår i släktet Automeris och familjen påfågelsspinnare. Inga underarter finns listade i Catalogue of Life.